# كريستوفر غارسيا
كريستوفر غارسيا (بالإنجليزية: Christopher Garcia)‏ هو لاعب كرة قدم أمريكي في مركز الهجوم، ولد في 13 يناير 2003 في إل باسو في الولايات المتحدة.

## وصلات خارجية
- كريستوفر غارسيا على موقع الدوري الأمريكي (الإنجليزية)